# Serres-Sainte-Marie
Serres-Sainte-Marie är en kommun i departementet Pyrénées-Atlantiques i regionen Nouvelle-Aquitaine i sydvästra Frankrike. Kommunen ligger i kantonen Arthez-de-Béarn som tillhör arrondissementet Pau. År 2022 hade Serres-Sainte-Marie 601 invånare.

## Befolkningsutveckling
Antalet invånare i kommunen Serres-Sainte-Marie
| Referens: INSEE |